# NGC 4948
NGC 4948 је спирална галаксија у сазвежђу Девица која се налази на NGC листи објеката дубоког неба.
Деклинација објекта је - 7° 56' 47" а ректасцензија 13h 4m 55,8s. Привидна величина (магнитуда) објекта NGC 4948 износи 14,6 а фотографска магнитуда 15,2. NGC 4948 је још познат и под ознакама IC 4156, MCG -1-33-79, PGC 45224.